# Суматранский слон
Суматранский слон  (лат. Elephas maximus sumatranus) — один из трёх общепризнанных подвидов азиатского слона, эндемик индонезийского острова Суматра. В 2011 году суматранские слоны были классифицированы МСОП как «находящиеся на грани исчезновения» из-за того, что их численность сократилась минимум на 80 % в течение последних трёх поколений (около 75 лет). Угрозой суматранским слонам является потеря мест обитания, деградация, фрагментация ареала и браконьерство; более 69 % площади ареала слона было потеряно в течение последних 25 лет. Большая часть оставшегося лесного покрова имеет размер менее 250 км², чего недостаточно, чтобы поддерживать жизнеспособные популяции слонов.

## Характеристики
Азиатские слоны по своим размерам меньше африканских. Самки, как правило, мельче самцов и имеют короткие или вообще не имеют бивней. Суматранские слоны достигают высоты в холке от 2 до 3,2 м, весят от 2000 до 4000 кг. Их цвет кожи светлее, чем у цейлонских и индийских, с меньшей депигментацией.

## Распространение
Суматранские слоны ранее были широко распространены на острове. В 1985 году исследование относительно количества слонов, проведённое по всему острову, показало, что от 2,8 до 4,8 тысяч слонов обитало в восьми провинциях Суматры в 44 популяциях. Двенадцать из этих популяций обитали в провинции Лампунг, к 2002 году там сохранилось всего 3 популяции. Популяция слонов в национальном парке Букит Барисан Сеталан оценивалась в 498 голов, в то время как популяция в национальном парке Вай Камбас оценивалась в 180 голов. Третья популяция в Гунунг-Лёсере считается слишком маленькой, чтобы быть жизнеспособной в долгосрочной перспективе.
До 2008 года слоны исчезали в 23 популяциях из 43, зафиксированных на Суматре в 1985 году, что указывает на значительное снижение поголовья суматранских слонов. До 2008 года слоны исчезали в провинции Западная Суматра и могут исчезнуть в провинции Северная Суматра. В провинции Риау жило лишь около 350 слонов в 9 отдельных популяциях.
К середине 2010-х годов популяция суматранских слонов оценивается в 2,4—2,8 тыс. диких особей, за исключением слонов в резерватах, в 25 фрагментированных популяциях по всему острову. Более 85 % мест их обитания находится за пределами охраняемых территорий.

## Размножение
Репродуктивный возраст у самок — 60 лет. Максимальная продолжительность жизни составляет около 60 лет. Самки в неволе доживают до 75 лет, а самцы до 60 лет. Роды происходят ночью и длятся около 10 секунд. Младенец может стоять самостоятельно спустя 10—30 минут.

## Угрозы
Из-за уничтожения лесов в населённых пунктах и сельскохозяйственных районах многие популяции суматранских слонов потеряли свою среду обитания. В период 1980—2005 годов 69 % потенциальных местообитаний суматранских слонов было потеряно. В результате многие слоны были взяты в неволю из дикой природы или убиты. Кроме того, слоны являются объектами браконьерской добычи слоновой кости. В период с 1985 по 2007 год 50 % суматранских слонов было уничтожено. 65 % смертей животных было вызвано действиями человека.